# Cantonul Fauville-en-Caux
Cantonul Fauville-en-Caux este un canton din arondismentul Le Havre, departamentul Seine-Maritime, regiunea Haute-Normandie, Franța.

## Comune
| Comune                         | Populație (1999) | Cod poștal | Cod INSEE |
| ------------------------------ | ---------------- | ---------- | --------- |
| Alvimare                       | 462              | 76640      | 76002     |
| Auzouville-Auberbosc           | 258              | 76640      | 76044     |
| Bennetot                       | 127              | 76640      | 76078     |
| Bermonville                    | 371              | 76640      | 76080     |
| Cléville                       | 169              | 76640      | 76181     |
| Cliponville                    | 245              | 76640      | 76182     |
| Envronville                    | 333              | 76640      | 76236     |
| Fauville-en-Caux               | 1 937            | 76640      | 76258     |
| Foucart                        | 318              | 76640      | 76279     |
| Hattenville                    | 552              | 76640      | 76342     |
| Hautot-le-Vatois               | 268              | 76190      | 76347     |
| Normanville                    | 589              | 76640      | 76470     |
| Ricarville                     | 306              | 76640      | 76525     |
| Rocquefort                     | 270              | 76640      | 76531     |
| Sainte-Marguerite-sur-Fauville | 264              | 76640      | 76607     |
| Saint-Pierre-Lavis             | 128              | 76640      | 76639     |
| Trémauville                    | 89               | 76640      | 76710     |
| Yébleron                       | 1 343            | 76640      | 76751     |